# Super-îlot

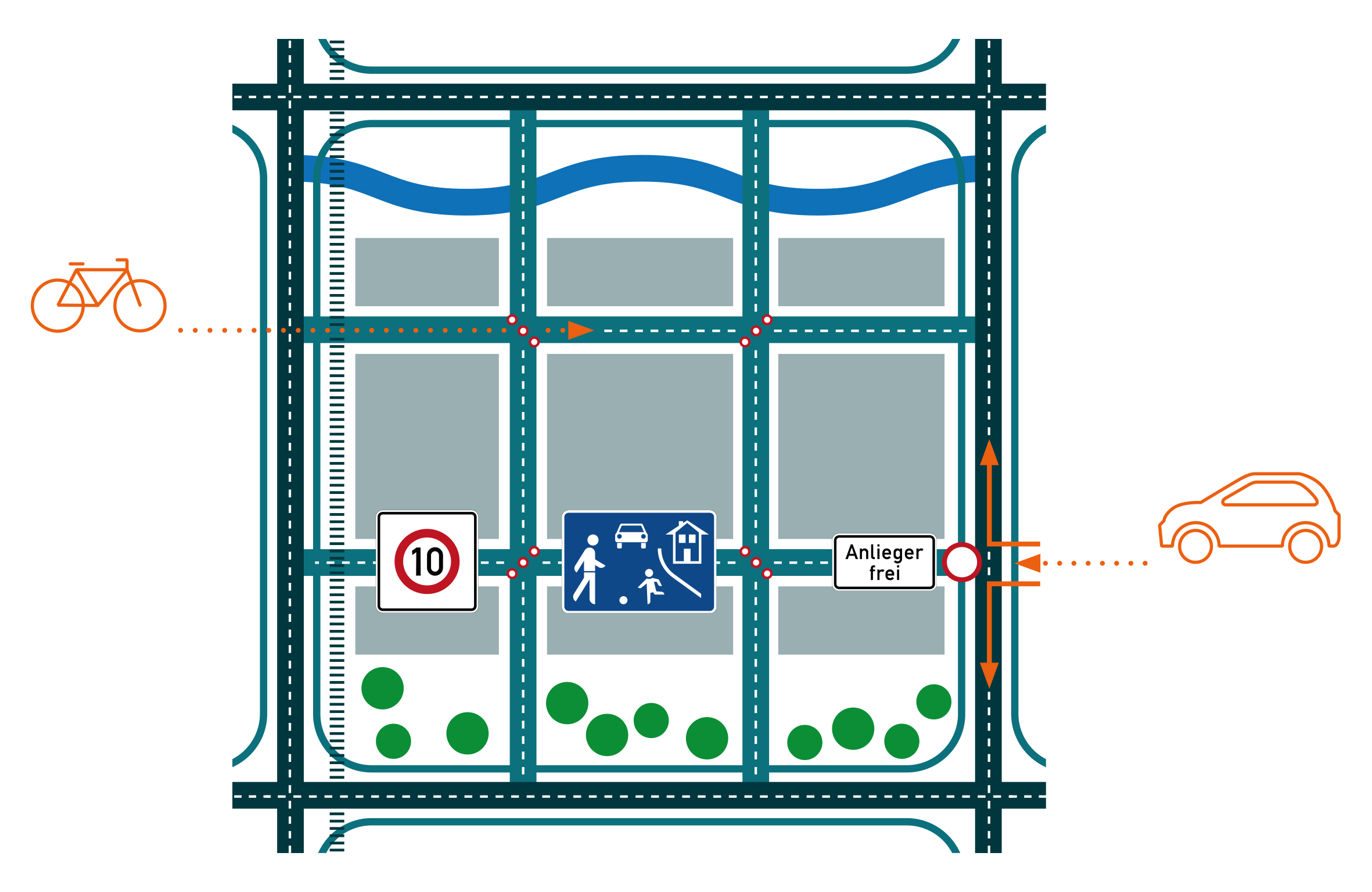
Principe de fonctionnement d'un super-îlot.

Un super-îlot est, en urbanisme, un quartier composé de plusieurs îlots. Au sein de ce quartier, les voiries internes sont conçues pour être non-traversantes, et pour que les seuls véhicules à moteurs présents soient ceux des riverains. L'usage de la chaussée est ainsi prioritairement dévolu aux piétons ainsi qu'aux mobilités douces, qui conservent la possibilité de traverser le super-îlot de part en part.
Cet aménagement urbain a initialement vu le jour à Barcelone au cours des années 2010 ; il s'y appuie en particulier sur le quadrillage urbain régulier de l'Eixample. Dans les années suivantes, des réflexions sont menées dans plusieurs villes européennes pour y déployer des versions locales de super-îlots.

## Concept
Des premières idées de déploiements d'unités de voisinages émergent dans différents lieux au XXe siècle. Ainsi, Clarence Perry (en) développe en 1929 un plan régional de New York dans lequel il prône le développement de « neighbourhood units » ; dans les années 1960, les woonerfs néerlandais reprennent certains éléments du concept. Du côté du monde communiste, les micro-districts soviétiques et les superblocks chinois proposent des solutions proches. Toutes ces solutions se rattachent à des constructions nouvelles de villes, avec un pas relativement important, d'environ huit cents mètres de côté pour les neighbourhood units. Toutefois ces propositions ne sont pas exemptes de critiques ; ainsi, la version américaine est considérée par Jane Jacobs comme une négation de la rue urbaine avec la création d'un îlot « forteresse »,.
Au cours des années 2010, l'urbaniste catalan Salvador Rueda, directeur de l'Agence d’écologie urbaine, propose un modèle qui s'applique à la ville existante, en l'occurrence Barcelone, et qui s'appuie sur un maillage plus fin d'environ quatre cents mètres de côté, du moins dans la vaste grille constituant l'Eixample où le modèle est prioritairement déployé, ce qui correspond à un trajet de cinq minutes à pieds. Le but recherché est d'offrir aux habitants du super-îlot un ensemble de services facilement accessibles, allant des commerces aux transports en communs,.
Les axes ceinturant un super-îlot sont maintenus dans leur forme initiale ; en revanche, les rues traversantes sont tout d'abord modifiées à leurs intersections. Des filtres modaux sont mis en place pour interdire à tous les véhicules motorisés la traversée du super-îlot et les contraindre à rejoindre l'axe qu'ils ont quitté : ainsi, l'accès des riverains reste possible, mais pas le trafic de transit. La vitesse est alors fortement limitée sur les axes, à 20 km/h dans la première phase puis 10 km/h à terme.
Plusieurs buts sont visés par cet aménagement : le premier est la sécurité, en particulier celle des plus vulnérables. Les enfants et personnes à mobilité réduite sont les principaux bénéficiaires envisagés de la politique de super-îlots. Par ailleurs, le recentrage des mobilités sur les axes principaux permet une rationalisation des lignes de bus, et donc une exploitation plus efficace. D'autre part, le moindre besoin d'une chaussée large permet de végétaliser davantage l'espace public. À Barcelone, l'ambition affichée à terme est de plus que doubler la superficie d'espaces verts totale, jusqu'alors très faible,.
Une des grandes craintes des opposants est que, par effet de report sur les grands axes routiers, ceux-ci soient rapidement saturés. Toutefois l'amélioration des conditions de circulation pour les modes non motorisés poussent certains utilisateurs opportunistes et non captifs de l'automobile à changer de mode de transport, ce qui réduit la part modale automobile et donc la pression sur les infrastructures. Une diminution de 13 % de l'usage de la voiture permet à Barcelone de libérer de l'usage automobile environ 60 % de l'espace public,,.

## Historique de déploiement

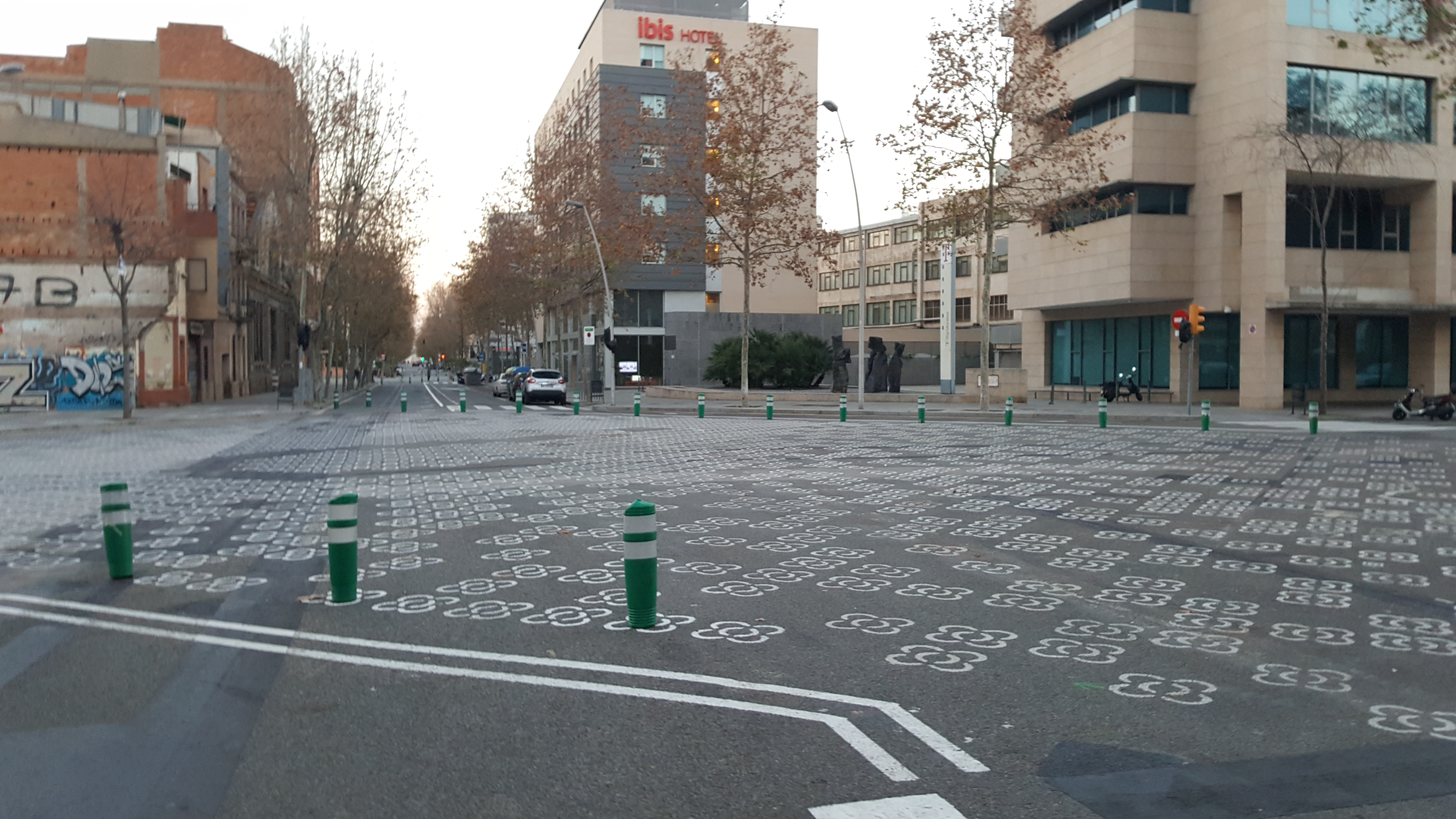
Un filtre modal au sein du quartier Poblenou de Barcelone.

Les premières actions de déploiement de super-îlots sont menées en 2014-2015 à Barcelone sous forme d'urbanisme tactique. C'est le quartier de Poblenou qui est choisi pour réaliser le premier super-îlot, puis celui de Sant Antoni. Un retour d'expérience à Poblenou montre qu'en cinq ans, le trafic automobile diminue de 58 %, les espaces piétons ont gagné 13 hectares et le nombre de commerces locaux a crû de 30 %. À Sant Antoni, la pollution au dioxyde d'azote diminue de 33 % après l'aménagement du super-îlot.
Ces transformations font face à certaines réticences, environ un tiers des habitants étant initialement hostiles au projet, bien que ce taux diminue avec le temps. Néanmoins, pour les transformations suivantes, des temps accrus de concertation sont prévus avec la population de Barcelone,. En avril 2023, six super-îlots sont mis en place, et la municipalité a identifié 120 potentiels sites,.

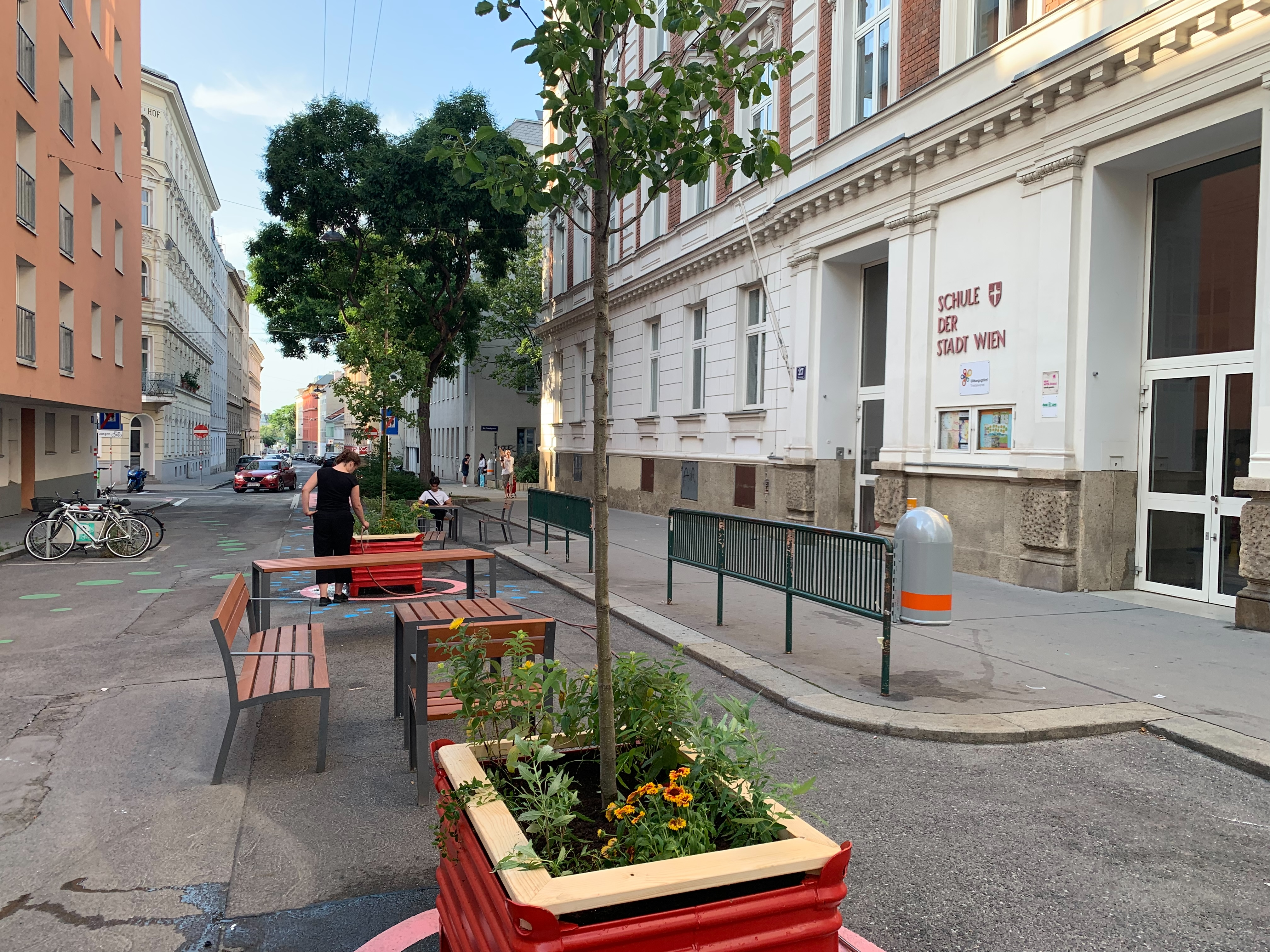
Une rue piétonnisée du super-îlot « Favoriten » à Vienne.

Dans le monde germanique, des super-îlots sont expérimentés en 2021 à Berlin et à Vienne.
En France, après une concertation publique, une première expérimentation est lancée en 2023 dans le troisième arrondissement de Lyon, entre les rues Paul Bert au nord, Garibaldi à l'ouest, l'avenue Félix-Faure au sud et le boulevard Vivier-Merle à l'est, formant le super-îlot Danton. Une des raisons invoquées pour la création de cet aménagement est la conformité à la loi d'orientation des mobilités,.